# مگورو-کو، توکیو
منطقهٔ مِگورُو (به ژاپنی: 目黒区 Meguro-ku) یکی از ۲۳ منطقه ویژه توکیو پایتخت ژاپن است. 
این منطقه ۱۷٬۷۰ کیلومتر مربع مساحت دارد. این منطقه یکی از مناطق مسکونی توکیو محسوب می‌شود. 

## نگارخانه

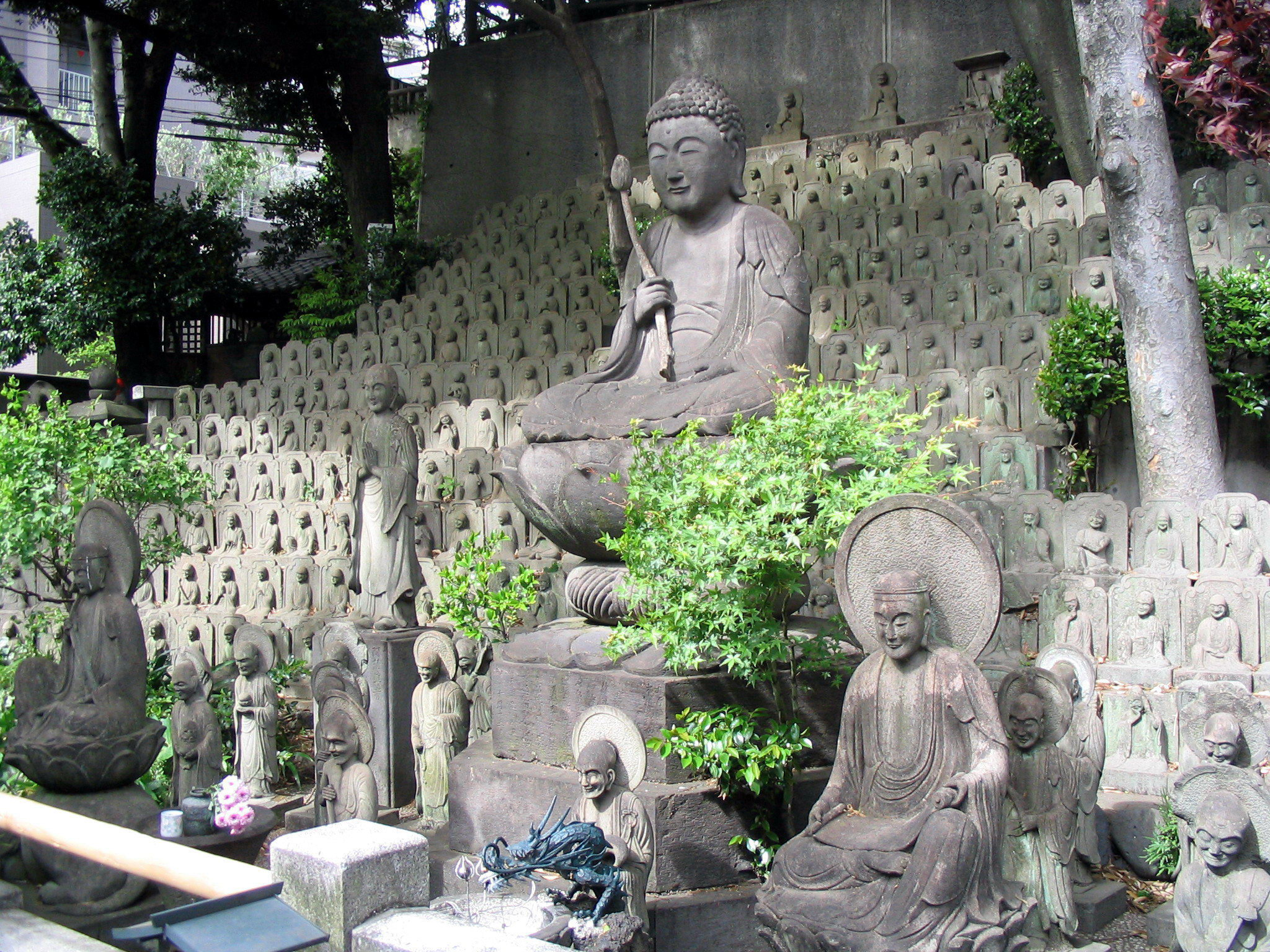
معبد دائی انجی در منطقهٔ مگورو